# Gumery
Gumery és un municipi francès situat al departament de l'Aube i a la regió del Gran Est. L'any 2007 tenia 225 habitants.

## Demografia

### Població
El 2007 la població de fet de Gumery era de 225 persones. Hi havia 96 famílies de les quals 28 eren unipersonals (4 homes vivint sols i 24 dones vivint soles), 32 parelles sense fills, 28 parelles amb fills i 8 famílies monoparentals amb fills.
La població ha evolucionat segons el següent gràfic:
Habitants censats

### Habitatges
El 2007 hi havia 115 habitatges, 99 eren l'habitatge principal de la família, 11 eren segones residències i 5 estaven desocupats. Tots els 115 habitatges eren cases. Dels 99 habitatges principals, 78 estaven ocupats pels seus propietaris, 20 estaven llogats i ocupats pels llogaters i 1 estava cedit a títol gratuït; 1 tenia una cambra, 4 en tenien dues, 11 en tenien tres, 36 en tenien quatre i 47 en tenien cinc o més. 83 habitatges disposaven pel capbaix d'una plaça de pàrquing. A 44 habitatges hi havia un automòbil i a 43 n'hi havia dos o més.

### Piràmide de població
La piràmide de població per edats i sexe el 2009 era:
| Homes | Edats   | Dones |
| ----- | ------- | ----- |
| 0     | 95 o +  | 0     |
| 0     | 90 a 94 | 0     |
| 0     | 85 a 89 | 8     |
| 0     | 80 a 84 | 4     |
| 0     | 75 a 79 | 4     |
| 4     | 70 a 74 | 8     |
| 8     | 65 a 69 | 0     |
| 12    | 60 a 64 | 8     |
| 0     | 55 a 59 | 4     |
| 4     | 50 a 54 | 16    |
| 8     | 45 a 49 | 0     |
| 16    | 40 a 44 | 12    |
| 0     | 35 a 39 | 8     |
| 12    | 30 a 34 | 12    |
| 8     | 25 a 29 | 8     |
| 4     | 20 a 24 | 0     |
| 8     | 15 a 19 | 4     |
| 4     | 10 a 14 | 4     |
| 8     | 5 a 9   | 8     |
| 8     | 0 a 4   | 4     |

## Economia
El 2007 la població en edat de treballar era de 136 persones, 103 eren actives i 33 eren inactives. De les 103 persones actives 95 estaven ocupades (53 homes i 42 dones) i 8 estaven aturades (4 homes i 4 dones). De les 33 persones inactives 14 estaven jubilades, 6 estaven estudiant i 13 estaven classificades com a «altres inactius».

### Ingressos
El 2009 a Gumery hi havia 98 unitats fiscals que integraven 228 persones, la mediana anual d'ingressos fiscals per persona era de 18.674 €.

### Activitats econòmiques
Dels 5 establiments que hi havia el 2007, 1 era d'una empresa extractiva, 1 d'una empresa de fabricació d'altres productes industrials, 1 d'una empresa d'hostatgeria i restauració i 2 d'empreses de serveis.
L'únic servei als particulars que hi havia el 2009 era un taller de reparació d'automòbils i de material agrícola.
L'any 2000 a Gumery hi havia 11 explotacions agrícoles que ocupaven un total de 1.304 hectàrees.

## Poblacions més properes
El següent diagrama mostra les poblacions més properes.